# Денніс Тюарт
Денніс Тюарт (англ. Dennis Tueart, нар. 27 листопада 1949, Ньюкасл-апон-Тайн) — англійський футболіст, що грав на позиції нападника.
Виступав, зокрема, за клуби «Сандерленд», «Манчестер Сіті» та «Нью-Йорк Космос», а також національну збірну Англії.

## Клубна кар'єра
У дорослому футболі дебютував 1968 року виступами за команду «Сандерленд», з якою за підсумками сезону 1969/70 вилетів з вищого дивізіону, після чого клуб так і не зумів тривалий час повернутись до еліти, хоча і зміг виступаючи у Другому дивізіоні вибороти титул володаря Кубка Англії, обігравши у фіналі 1973 року «Лідс Юнайтед» (1:0). Загалом Тюарт провів у команді шість сезонів, взявши участь у 217 матчах в усіх турнірах, забивши 56 голи.
У березні 1974 року Тюарт підписав контракт з «Манчестер Сіті» і був частиною команди, яка виграла фінал Кубка Футбольної ліги 1976 року, в якому забив переможний гол у ворота «Ньюкасл Юнайтед» (2:1). У складі «Манчестер Сіті» Денніс був одним з головних бомбардирів команди і за понад 4 роки за клуб зіграв у 173 матчах в усіх турнірах і забив 73 голи.
Протягом 1978—1979 років захищав кольори клубу NASL «Нью-Йорк Космос», виступаючи з такими зірками світового футболу як Франц Бекенбауер, Джорджо Кіналья, Оскар Бернарді, Карлос Альберто Торрес, Йоган Нескенс та інші. З зірковим клубом Тюарт виграв Соккер Боул у першому сезоні, ставши таким чином чемпіоном США, при цьому англієць був визнаний MVP того матчу, оскільки відзначився дублем у грі проти «Тампи-Бей Раудіс» (3:1). Наступного сезону нью-йоркці знову стали переможцями регулярного чемпіонату, але у плей-оф вилетіли на стадії півфіналу, не вийшовши у Соккер Боул.
У лютому 1980 року Тюарт повернувся до «Манчестер Сіті», зігравши в тому числі і у програному фіналі Кубка Англії 1981 року, залишаючись у складі манчестерців поки клуб не вилетів з вищого дивізіону за підсумками сезону 1982/83.
Натомість Тюарт підписав угоду з клубом вищого дивізіону «Сток Сіті», але зігравши до кінця року лише 4 гри, у грудні покинув команду і завершував сезон 1983/84 у клубі Третього дивізіону «Бернлі».
Завершив ігрову кар'єру у ірландській команді «Деррі Сіті», за яку виступав протягом сезону 1985/86 років.

## Виступи за збірну
11 травня 1975 року дебютував в офіційних матчах у складі національної збірної Англії в грі відбору на Євро-1976 проти Кіпру (1:0).
Загалом протягом кар'єри у національній команді, яка тривала 3 роки, провів у її формі 6 матчів, забивши 2 голи.

## Статистика

### Клуби
| Клуб             | Сезон        | Чемпіонат       | Чемпіонат | Чемпіонат | Кубок | Кубок | Кубок ліги | Кубок ліги | Єврокубки | Єврокубки | Інші[A] | Інші[A] | Всього | Всього |
| Клуб             | Сезон        | Дивізіон        | Ігор      | Голів     | Ігор  | Голів | Ігор       | Голів      | Ігор      | Голів     | Ігор    | Голів   | Ігор   | Голів  |
| ---------------- | ------------ | --------------- | --------- | --------- | ----- | ----- | ---------- | ---------- | --------- | --------- | ------- | ------- | ------ | ------ |
| «Сандерленд»     | 1968–69      | Перший дивізіон | 10        | 2         | 1     | 0     | 0          | 0          | 0         | 0         | 0       | 0       | 11     | 2      |
| «Сандерленд»     | 1969–70      | Перший дивізіон | 39        | 4         | 1     | 0     | 0          | 1          | 1         | 0         | 4       | 1       | 45     | 6      |
| «Сандерленд»     | 1970–71      | Другий дивізіон | 20        | 4         | 1     | 0     | 0          | 0          | 0         | 0         | 0       | 0       | 21     | 4      |
| «Сандерленд»     | 1971–72      | Другий дивізіон | 42        | 13        | 4     | 0     | 1          | 0          | 0         | 0         | 4       | 2       | 51     | 15     |
| «Сандерленд»     | 1972–73      | Другий дивізіон | 40        | 12        | 9     | 3     | 1          | 0          | 0         | 0         | 0       | 0       | 53     | 15     |
| «Сандерленд»     | 1973–74      | Другий дивізіон | 27        | 11        | 2     | 0     | 3          | 1          | 4         | 2         | 0       | 0       | 36     | 14     |
| «Сандерленд»     | Всього       | Всього          | 178       | 46        | 18    | 3     | 5          | 2          | 5         | 2         | 8       | 3       | 217    | 56     |
| «Манчестер Сіті» | 1973–74      | Перший дивізіон | 8         | 1         | 0     | 0     | 0          | 0          | 0         | 0         | 0       | 0       | 8      | 1      |
| «Манчестер Сіті» | 1974–75      | Перший дивізіон | 39        | 14        | 1     | 0     | 2          | 0          | 0         | 0         | 3       | 2       | 45     | 16     |
| «Манчестер Сіті» | 1975–76      | Перший дивізіон | 38        | 14        | 2     | 2     | 7          | 8          | 0         | 0         | 3       | 0       | 50     | 24     |
| «Манчестер Сіті» | 1976–77      | Перший дивізіон | 38        | 18        | 4     | 0     | 1          | 0          | 2         | 0         | 0       | 0       | 45     | 18     |
| «Манчестер Сіті» | 1977–78      | Перший дивізіон | 17        | 12        | 2     | 1     | 5          | 2          | 1         | 0         | 0       | 0       | 25     | 14     |
| «Манчестер Сіті» | Всього       | Всього          | 140       | 59        | 10    | 3     | 15         | 10         | 3         | 0         | 6       | 2       | 173    | 73     |
| Нью-Йорк Космос  | 1978         | NASL            | 20        | 10        | –     | –     | –          | –          | –         | –         | –       | –       | 20     | 10     |
| Нью-Йорк Космос  | 1979         | NASL            | 27        | 16        | –     | –     | –          | –          | –         | –         | –       | –       | 27     | 16     |
| Нью-Йорк Космос  | Всього       | Всього          | 47        | 26        | –     | –     | –          | –          | –         | –         | –       | –       | 47     | 26     |
| Манчестер Сіті   | 1979–80      | Перший дивізіон | 11        | 5         | 1     | 0     | 0          | 0          | 0         | 0         | 0       | 0       | 12     | 5      |
| Манчестер Сіті   | 1980–81      | Перший дивізіон | 22        | 8         | 3     | 0     | 5          | 4          | 0         | 0         | 0       | 0       | 30     | 12     |
| Манчестер Сіті   | 1981–82      | Перший дивізіон | 15        | 9         | 0     | 0     | 4          | 2          | 0         | 0         | 0       | 0       | 19     | 11     |
| Манчестер Сіті   | 1982–83      | Перший дивізіон | 36        | 5         | 3     | 0     | 3          | 2          | 0         | 0         | 0       | 0       | 42     | 7      |
| Манчестер Сіті   | Всього       | Всього          | 84        | 28        | 7     | 0     | 12         | 8          | 0         | 0         | 0       | 0       | 103    | 36     |
| «Сток Сіті»      | 1983–84      | Перший дивізіон | 3         | 0         | 0     | 0     | 1          | 0          | 0         | 0         | 0       | 0       | 4      | 0      |
| «Бернлі»         | 1983–84      | Третій дивізіон | 15        | 5         | 2     | 0     | 0          | 0          | 0         | 0         | 2       | 0       | 19     | 5      |
| Career Total     | Career Total | Career Total    | 467       | 163       | 37    | 6     | 33         | 20         | 8         | 2         | 16      | 5       | 561    | 196    |

A. ↑  Англо-італійський кубок, Англо-шотландський кубок, Кубок Texaco та Кубок повноправних членів.

### Збірна
| Збірна  | Рік     | Ігор | Голів |
| ------- | ------- | ---- | ----- |
| Англія  | 1975    | 2    | 0     |
| Англія  | 1976    | 1    | 1     |
| Англія  | 1977    | 3    | 1     |
| Загалом | Загалом | 6    | 2     |

## Титули і досягнення
- Володар Кубка Англії (1):

«Сандерленд»: 1972-73
- Володар Кубка англійської ліги (1):

«Манчестер Сіті»: 1975-76
- Переможець Північноамериканської футбольної ліги (4):

«Нью-Йорк Космос»: 1978